# Лепица
Лепица (болг. Лепица) — село в Болгарии. Находится в Плевенской области, входит в общину Червен-Бряг. Население составляет 448 человек.

## Политическая ситуация
В местном кметстве Лепица, в состав которого входит Лепица, должность кмета (старосты) исполняет Йордан Цолов Йорданов (Болгарская социалистическая партия (БСП)) по результатам выборов правления кметства.
Кмет (мэр) общины Червен-Бряг — Данаил Николов Вылов (независимый) по результатам выборов в правление общины.